# Transportes interurbanos de Tenerife
Transportes interurbanos de Tenerife, S.A o TITSA es una entidad perteneciente al Cabildo Insular de Tenerife que da servicio de transporte público en superficie (guaguas) en la isla de Tenerife (Canarias, España). 
TITSA cubre los servicios de transporte de viajeros por carretera en Tenerife, contando para ello con una flota de más de 600 vehículos, 180 líneas y moviendo más de 45 millones de pasajeros al año. Estas cifras convierten a Titsa en la tercera compañía pública de transportes más grande de España por detrás de Madrid y Barcelona.

## Historia
El 19 de agosto de 1942 se creó Transportes de Tenerife S.L. que funcionó hasta el 12 de enero de 1978, fecha en la que se constituyó la actual Transportes Interurbanos de Tenerife S.A. El capital de la empresa lo constituía un 85% RENFE y un 15% del Cabildo de Tenerife. 
El color rojo se estaba extendiendo por la península, y TITSA no fue menos. Su logo, provenía de su máximo accionista, RENFE.
En 1986 la titularidad de las acciones de TITSA pasó al Gobierno de Canarias. Es entonces cuando las guaguas rojas y blancas dicen adiós al paisaje tinerfeño para adaptarse al verde de las actuales. En este año se realizó un concurso público para renovar la imagen de la compañía, que resultó siendo ganada la actual imagen corporativa de la empresa. Su logo, muy parecido al antiguo -y por lo tanto al de RENFE- viene de la unión de los símbolos «más que» y «menos que». 
TITSA controlaba todo el transporte interurbano en Tenerife, tanto urbano como interurbano, pero aún tenía algunas líneas que pertenecían a empresarios como La Laguna-La Esperanza, Santa Cruz-San Andrés y La Laguna-Las Mercedes. No fue hasta 1991 cuando las líneas de San Andrés y Las Mercedes comienzan a estar gestionadas por TITSA, quedando hasta la actualidad la línea de Las Mercedes, y otra reciente hasta el recinto penitenciario Tenerife II, a manos de Transportes La Esperanza S.L.
En 1999, la transferencia de competencias de transporte a los cabildos, hace que TITSA tenga de nuevo un nuevo modelo de gestión. Mientras las líneas, frecuencias y horarios son controlados desde el Cabildo de Tenerife, la gestión de la empresa está a cargo del Gobierno de Canarias. Con esta transferencia, comienzan algunos cambios importantes para mejorar el transporte público. Así, en 2001, se introduce el trasbordo gratuito o, en caso de diferencia tarifaria, descuento y el descuento al largo recorrido, algo que antes no ocurría. Además, en 2003, se permite la gratuidad en los mayores de 65 años con ingresos inferiores al salario mínimo interprofesional solicitando su permiso en el Cabildo de Tenerife o en el Ayuntamiento de Santa Cruz, en el caso de los servicios urbanos.
En 2007, tras diferentes negociaciones, el Cabildo de Tenerife se hace con el 100% de las acciones de la compañía, por lo que actualmente gestiona tanto las frecuencias, horarios y líneas, como la empresa a nivel interno.
A comienzos de 2011, TITSA cambió su imagen corporativa para ofrecer más dinamismo y dar una imagen más moderna y actualizada de su empresa y de sus servicios. Además, este cambio de imagen vino acompañado de la creación de los servicios express y de la ampliación de rutas, así como de la compra de nuevos vehículos, en una de sus adquisiciones más importantes.
A principios de 2023, TITSA reorganiza de manera directa las tarifas para residentes, cubriendo el 100% del coste por transporte.

## Líneas y servicios

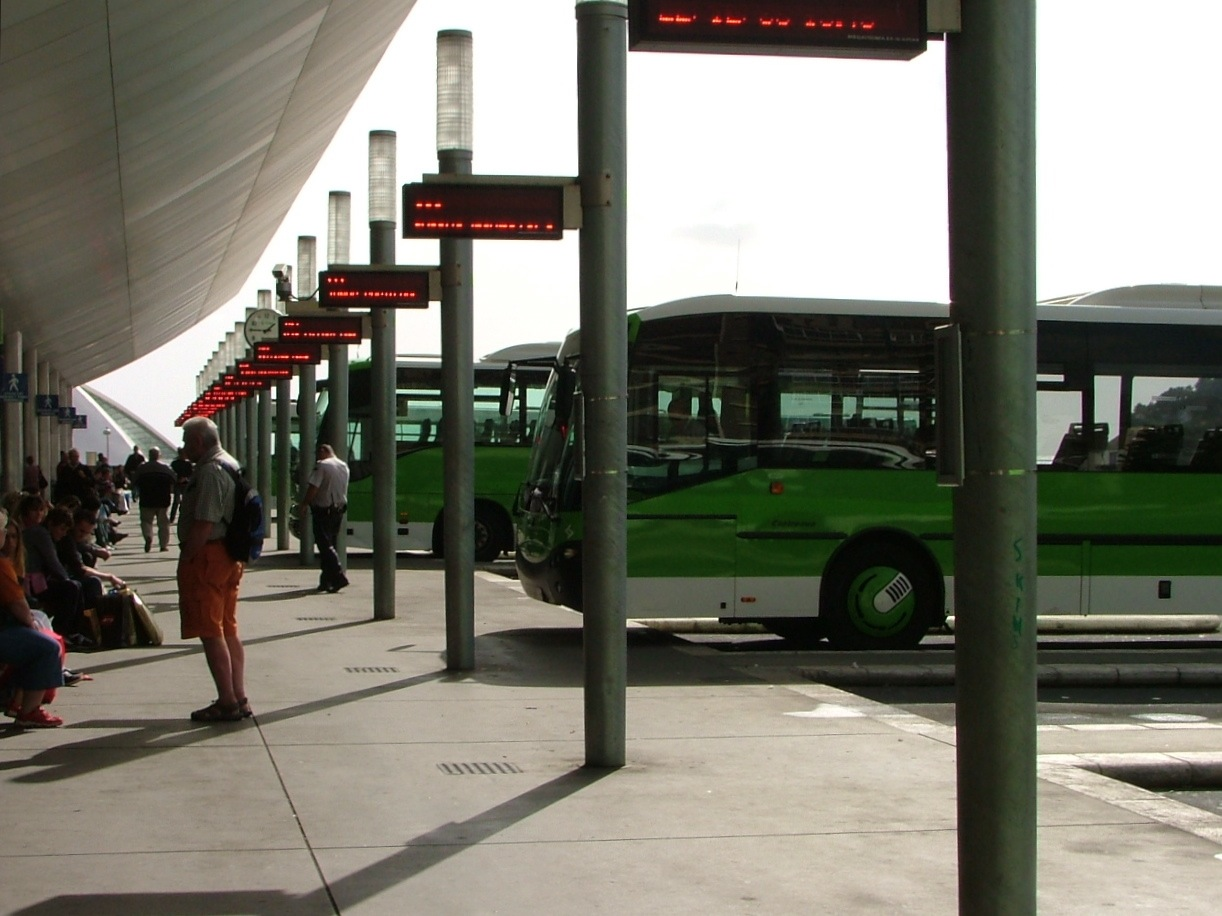
Planta alta del Intercambiador de Santa Cruz

### Interurbanas
Titsa dispone de diferentes líneas que conectan las principales poblaciones de la isla. Estos servicios pueden ser convencionales, parando en todas las paradas (si se solicita) o express, sin paradas intermedias. Desde el Intercambiador de Transportes de Santa Cruz de Tenerife parten las principales rutas, que conectan la capital con el Sur, hacia Candelaria, Güimar, El Médano, Las Galletas y Los Cristianos/Playa de las Américas así como el Aeropuerto Tenerife Sur, y hacia el Norte de Tenerife, conectando con el Puerto de la Cruz, Icod de los Vinos, Buenavista del Norte y el aeropuerto Tenerife Norte.

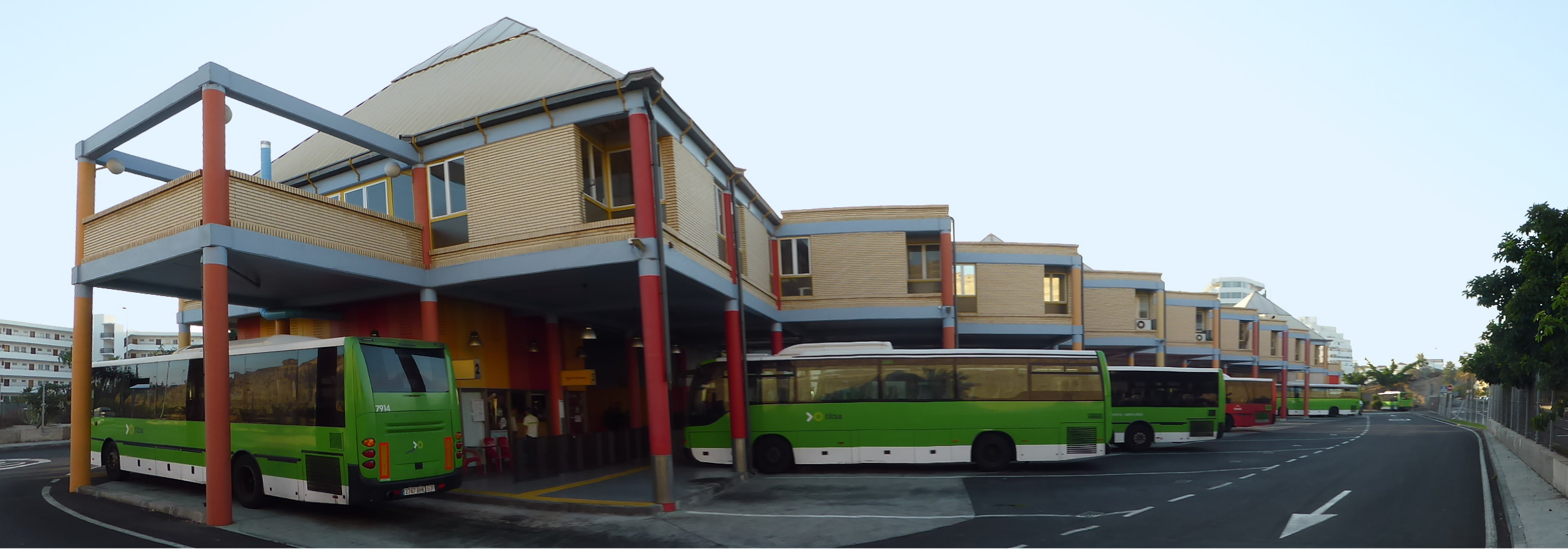
Estación Costa Adeje, en Playa de las Américas

#### Zona Sur
Esta zona cuenta con varias líneas que conectan los principales enclaves turísticos con los pueblos y el aeropuerto Tenerife Sur. Las líneas abarcan principalmente los municipios de Adeje, Arona, San Miguel y Granadilla de Abona. La numeración de estas líneas comienza en 4.

#### Zona Norte
Con salida desde las principales estaciones del Norte, La Orotava, Puerto de la Cruz, e Icod de los Vinos, las guaguas comunican los municipios del norte y atractivos turísticos como Los Gigantes y algunas playas de la costa septentrional. La numeración de estas líneas comienza en 3.

#### Otros
Existen otras líneas que conectan la zona sur y norte sin pasar por Santa Cruz.
| Línea | Trayecto                                                                                      |
| ----- | --------------------------------------------------------------------------------------------- |
| 325   | Puerto de La Cruz - Icod - Los Gigantes                                                       |
| 342   | Costa Adeje - El Teide                                                                        |
| 343   | express Costa Adeje - Aeropuerto Tenerife Sur - Aeropuerto Tenerife Norte - Puerto de la Cruz |
| 348   | Puerto de la Cruz - El Teide                                                                  |
| 460   | Icod de Los Vinos - Guía de Isora - Estación Costa Adeje                                      |
|       |                                                                                               |

### Aeroexpress
A finales de 2018, Titsa, decide poner en marcha 3 líneas express que dan servicio a los 2 aeropuertos insulares.
- Línea 20 Santa Cruz - La Laguna - Aeropuerto Norte
- Línea 30 Puerto de La Cruz - Enlace Orotava - Aeropuerto Norte
- Línea 40 Costa Adeje - Los Cristianos - Aeropuerto Sur

En octubre de 2022, la compañía puso en funcionamiento una nueva ruta exprés para cubrir el trayecto entre la capital tinerfeña y el Aeropuerto Tenerife Sur.
- Línea 10 Santa Cruz - Las Caletillas - Enlace San Isidro - Aeropuerto Sur

### Metropolitanas
19 líneas circulan en el interior del Área metropolitana de Tenerife uniendo Santa Cruz de Tenerife, San Cristóbal de La Laguna, El Rosario y Tegueste. En esta zona se encuentran los dos principales nodos de transporte de la isla, Intercambiador de Transportes de Santa Cruz de Tenerife y El Intercambiador de Padre Anchieta (La Laguna)

### Urbanas
Titsa opera el servicio urbano de los municipios de Santa Cruz de Tenerife, San Cristóbal de La Laguna, Puerto de la Cruz, La Orotava, Guía de Isora y Los Realejos.

#### Santa Cruz de Tenerife
33 rutas unen la zona centro de la capital con sus barrios. Las líneas, numeradas a partir del 900, parten en su mayoría desde el Intercambiador de Transportes de Santa Cruz de Tenerife o Muelle Norte-Barrio la Alegría.
| Línea | Trayecto                                                                                                 |
| ----- | --- |
| 901   | Intercambiador - Barrio de la Salud                                                                      |
| 902   | Intercambiador - Plaza Los Patos - Barrio Nuevo                                                          |
| 903   | Muelle Norte - Ramblas - Moraditas                                                                       |
| 904   | Plaza Weyler - Puente Zurita - Barrio la Salud - Ofra                                                    |
| 905   | Muelle Norte - Ofra                                                                                      |
| 906   | Intercambiador - Barrio la Salud (Cuesta Piedra)                                                         |
| 908   | Intercambiador - Barrio de Ofra - Las Retamas - Intercambiador                                           |
| 909   | Intercambiador - Barrio de La Alegría                                                                    |
| 910   | Intercambiador - San Andrés - Playa de Las Teresitas                                                     |
| 911   | Muelle Norte - Ramblas - Cruz del Señor - Barrio la Salud - Cuesta Piedra                                |
| 912   | Intercambiador - Ifara - Los Campitos                                                                    |
| 914   | Intercambiador - Plaza Weyler - C/ El Pilar - Plaza de España - Intercambiador                           |
| 916   | Intercambiador - María Jiménez - Los Valles                                                              |
| 917   | Intercambiador - Valleseco (La Quebrada)                                                                 |
| 919   | Intercambiador - Barrio la Salud (Cuesta Piedra)                                                         |
| 920   | Intercambiador - Plaza de España - La Marina - Ramblas - Reyes Católicos - Tres de Mayo - Intercambiador |
| 921   | Intercambiador - Avenida Reyes Católicos - Intercambiador                                                |
| 923   | Muelle Norte - Ramblas - Moraditas                                                                       |
| 933   | Taco - Barranco Grande - Santa María del Mar - El Tablero                                                |
| 934   | Intercambiador - Taco - Santa María del Mar - Añaza - Intercambiador                                     |
| 935   | Intercambiador - Urbanización Añaza - Alisios - Santa María del Mar                                      |
| 936   | Intercambiador - Añaza - Santa María del Mar - Taco - Intercambiador                                     |
| 937   | Santa Cruz (Intercambiador) - Taco - Tíncer - Cruce El Sobradillo                                        |
| 939   | Taco - El Sobradillo - Llano del Moro                                                                    |
| 940   | Intercambiador - Urbanización Acorán - Urbanización Costanera                                            |
| 941   | Intercambiador - Urbanización Añaza - Acorán - Boca Cangrejo                                             |
| 944   | El Tablero - La Gallega - Tíncer - Taco                                                                  |
| 945   | Santa Cruz - San Andrés - Igueste de San Andrés                                                          |
| 946   | Santa Cruz - San Andrés - Taganana - Almáciga                                                            |
| 947   | Intercambiador - San Andrés - El Bailadero - Chamorga                                                    |
| 948   | Benijo - Azanos (Solo en verano)                                                                         |
| 970   | NOCTURNA Intercambiador - Muelle Norte - San Andrés                                                      |
| 971   | NOCTURNA Intercambiador - Barrio de La Salud - Ofra                                                      |
| 972   | NOCTURNA Intercambiador - Barrio de La Salud                                                             |
| 974   | NOCTURNA Intercambiador - Taco - Añaza - Santa María del Mar                                             |
| 975   | NOCTURNA Intercambiador - Chambería - Taco - Tíncer - La Gallega                                         |

#### San Cristóbal de La Laguna
Desde el Intercambiador de La Laguna parten 29 líneas urbanas que conectan el centro con los barrios costeros del municipio y los montes de Anaga
| Línea | Trayecto |
| ----- | --- |
| 011   | Intercambiador de La Laguna - El Sauzal - Por El Calvario                                                                     |
| 012   | Intercambiador de La Laguna - El Sauzal - Por zona centro de Tacoronte                                                        |
| 014   | Intercambiador de La Laguna - Intercambiador (por La Cuesta)                                                                  |
| 018   | Intercambiador de La Laguna - Añaza (Por centros comerciales)                                                                 |
| 050   | Intercambiador de La Laguna - Tegueste - Bajamar - Punta del Hidalgo                                                          |
| 051   | Circular Intercambiador de La Laguna - Tejina - Tacoronte - Intercambiador de Padre Anchieta                                  |
| 052   | Intercambiador de La Laguna - Tegueste - Por El Socorro                                                                       |
| 054   | Intercambiador de La Laguna - Altos de El Sauzal - Intercambiador de Padre Anchieta                                           |
| 055   | Intercambiador de La Laguna - Barranco Grande - Por Geneto                                                                    |
| 056   | Intercambiador de La Laguna - Barranco Grande - Por Llano del Moro                                                            |
| 057   | Intercambiador de La Laguna - Tacoronte - Tejina - Intercambiador de Padre Anchieta                                           |
| 076   | Intercambiador de La Laguna - Cruz del Carmen - Afur                                                                          |
| 077   | Intercambiador de La Laguna - El Bailadero - Por Las Mercedes                                                                 |
| 101   | Intercambiador de La Laguna - La Orotava                                                                                      |
| 201   | [[Intercambiador de Transportes de La Laguna\|Intercambiador de La Laguna] - La Verdellada - Intercambiador de Padre Anchieta |
| 203   | Intercambiador de La Laguna - San Lázaro - Cam. Tornero - Las Gavias - San Benito - La Trinidad - Intercambiador de La Laguna |
| 204   | Intercambiador de La Laguna - Cam. La Rúa - Cam. Lomo Largo - Cam. El Rayo - Las Cañas - La Trinidad                          |
| 206   | Intercambiador de La Laguna - La Verdellada - Plaza del Cristo - Rancho Grande - San Benito - Intercambiador de La Laguna     |
| 217   | Intercambiador de La Laguna - Los Andenes - El Cardonal - HUC - TF-5 - Intercambiador de La Laguna                            |
| 218   | Intercambiador de La Laguna - TF-5 - HUC - El Cardonal Tíncer - Los Andenes - Intercambiador de La Laguna                     |
| 219   | Intercambiador de La Laguna - El Cardonal - Taco - San Matías                                                                 |
| 224   | Intercambiador de La Laguna - Valle Guerra - Tejina (Por El Boquerón)                                                         |
| 253   | Intercambiador de La Laguna - Guamasa - Garimba                                                                               |
| 260   | Intercambiador de La Laguna - Intercambiador - Los Baldíos - Llano del Moro                                                   |
| 270   | Intercambiador de La Laguna - Las Mercedes - Por Las Canteras (Tenerife)                                                      |
| 971   | Intercambiador de La Laguna - El Camino - Cruz de Álamos - Las Mercedes                                                       |
| 273   | Intercambiador de La Laguna - Cruz del Carmen - Por Las Mercedes                                                              |
| 274   | Intercambiador de La Laguna - El Batán - Por Las Mercedes                                                                     |
| 275   | Intercambiador de La Laguna - Las Carboneras - Taborno                                                                        |

### Tuwawa
En 2021 comenzó la prueba piloto de un servicio de transporte a la demanda en los municipios de Fasnia y Arico. 

### Otros servicios
La empresa activa servicios especiales para determinadas celebraciones, actos puntuales o temporadas.
| Línea | Trayecto                                                      | Observaciones |
| ----- | ------------------------------------------------------------- | --- |
| 475   | Camino Hermano Pedro                                          | Desde el 28 de septiembre de 2020, esta línea pasó al servicio regular con el itinerario Granadilla - Cruz de Tea                                                                                        |
| 522   | La Laguna – Candelaria                                        | Se pone en marcha los días 14 y 15 de agosto |
| 526   | Mercatenerife – Portada del Duque                             | Se pone en marcha los días 14 y 15 de agosto |
| 529   | Izaña – Arafo – Candelaria                                    | Se pone en marcha los días 14 y 15 de agosto |
| 530   | Güímar – El Socorro                                           | Se pone en marcha los días 7 y 8 de septiembre |
| 546   | Realejo Alto – Realejo Bajo – San Agustín – Playa del Socorro | Se realiza durante la temporada de verano |
| 551   | Valle de Guerra – La Barranquera                              | Esta línea se activaba durante la temporada de verano. Actualmente su servicio lo cubre la línea 224, que cubre la ruta La Laguna - El Boquerón - Valle de Guerra - Tejina - Bajamar - Punta del Hidalgo |
| 932   | Intercambiador de Santa Cruz – Cementerio de Santa Lastenia   | Se pone en marcha cada 1 de noviembre |

Además, la empresa ofrece servicios discrecionales al margen del servicio regular, así como lleva a cabo labores de mantenimiento y reparación de su flota.

## Estaciones
| Estación | Nombre                                                  | Municipio              | Año de Creación         | Transportes                               | Imagen |
| -------- | ------------------------------------------------------- | ---------------------- | ----------------------- | ----------------------------------------- | ------ |
|          | Intercambiador de Transportes de Santa Cruz de Tenerife | Santa Cruz de Tenerife | 2006                    | Guaguas, Tranvía, Taxi, FerryBus, Parking |        |
|          | Intercambiador de Transportes de La Laguna              | La Laguna              | 2011                    | Guaguas, Tranvía, Taxi, Parking           |        |
|          | Estación del Puerto de la Cruz                          | Puerto de la Cruz      | 2019                    | Guaguas, Taxi                             |        |
|          | Estación de Icod                                        | Icod de los Vinos      |                         | Guaguas, Taxi                             |        |
|          | Estación de La Orotava                                  | La Orotava             |                         | Guaguas, Taxi                             |        |
|          | Estación de Costa Adeje                                 | Adeje                  | (Ampliación en el 2020) | Guaguas, Taxi, Parking                    |        |
|          | Estación de Güímar                                      | Güímar                 |                         | Guaguas                                   |        |
|          | Estación de Granadilla                                  | Granadilla de Abona    |                         | Guaguas                                   |        |
|          | Estación de Buenavista                                  | Buenavista del Norte   |                         | Guaguas                                   |        |
|          | Estación de Guía de Isora                               | Guía de Isora          |                         | Guaguas                                   |        |

Junto con MTSA, empresa operadora del Tranvía de Tenerife, gestiona los dos intercambiadores insulares, el Santa Cruz de Tenerife y el Padre Anchieta.
La empresa gestiona y opera en las estaciones de guaguas de Tacoronte, La Orotava, Puerto de la Cruz, Buenavista del Norte, Guía de Isora, Adeje, Granadilla de Abona y Güímar , así como las paradas preferentes de Granadilla, Las Galletas, Los Cristianos, Los Gigantes, Los Realejos y Tacoronte. Estos puntos permiten una red interconectada y completa, que permiten llegar a casi cualquier punto de la isla.

## Flota
Titsa cuenta con una flota de alrededor de 600 vehículos con una edad media de 7 años según la empresa.
La empresa se convirtió en pionera en el país al usar el sistema de leasing para renovar su flota desde 2015. Este modelo permite reducir el costo del vehículo en el momento de la compra. Según el contrato, las guaguas se renovarán automáticamente a los 7 años en servicio. Las guaguas destinadas al servicio urbano cuentan con Piso Bajo y acceso para personas con movilidad reducida, mientras que el resto, en su mayoría, carecen de acceso a nivel o lugares reservados para estos viajeros.

### Flota actual
| Códigos   | Unidades totales | Modelo                                    | Tipología                     | Incorporación          | Baja   | Zona                                                            |
| --------- | ---------------- | ----------------------------------------- | ----------------------------- | ---------------------- | ------ | --------------------------------------------------------------- |
| 0200-0203 | 4                | Vectia Veris 12 (Hybrid)                  | 12m. Piso bajo                | 2020                   | Activa | Líneas Urbanas de Santa Cruz                                    |
| 0204-0205 | 2                | Solaris Urbino 12 Hybrid                  | 12m. Piso bajo                | 2023                   | Activa | Líneas Urbanas de Santa Cruz                                    |
| 1450-1453 | 4                | VDL Futura FHD2-129                       | 13m. Piso alto                | 2023                   | Activa | Líneas Interurbanas de la red sur y larga distancia             |
| 1700-1716 | 16               | VDL Futura FHD2-148                       | 15m. Piso alto                | 2023                   | Activa | Líneas Interurbanas de largo recorrido                          |
| 2000-2005 | 6                | Scania Castrosúa Magnus E                 | 15m. Low entry                | 2019                   | Activa | Líneas Aeroexpress 20 y Aeroexpress 40                          |
| 2030-2031 | 2                | Scania Castrosúa Magnus H                 | 12m. Low entry                | 2025                   | Activa | Aeroexpress 30                                                  |
| 2200-2265 | 66               | Scania Castrosúa Magnus H                 | 12m. Low entry                | 2019, 2025             | Activa | Líneas Urbanas de Santa Cruz, metropolitanas y comarcales norte |
| 2310-2328 | 19               | Scania Castrosúa Magnus E                 | 18m. Articulado low entry     | 2019, 2025             | Activa | Red sur. 3 cedidas al servicio urbano Santa Cruz                |
| 2424-3421 | 98               | Scania Castrosúa Magnus E                 | 13m. piso alto                | 2023-2025              | Activa | Líneas red norte y sur, y Larga distancia                       |
| 2522-2595 | 74               | Scania Castrosúa Magnus E                 | 11m. piso alto                | 2023-2025              | Activa | interurbanas Red norte, interurbanas santa cruz.                |
| 2709-2719 | 11               | Scania Castrosua Magnus E Largo Recorrido | 15m. piso alto                | 2024-2025              | Activa | Largo Recorrido                                                 |
| 2720-2752 | 33               | Scania Castrosua Magnus E Interurbano     | 15m. piso alto                | 2024-2025              | Activa | Largo Recorrido, Red Sur                                        |
| 2825-2854 | 30               | Scania Castrosúa Magnus H                 | 11m. low entry                | 2024-2025              | Activa | Metropolitanas, comarcales La Laguna                            |
| 2904-2921 | 18               | Scania Castrosúa Magnus H                 | 13m. low entry voladizo corto | 2023                   | Activa | Red Sur                                                         |
| 3000      | 34*              | IVECO Castrosua Magnus 1 y 2              | 13m. piso alto                | 2009                   | Activa | Líneas Interurbanas red norte                                   |
| 3100      | 26*              | IVECO Castrosua Magnus 1                  | 11m. piso alto                | 2005                   | Activa | Líneas comarcales red norte                                     |
| 3550      | 5*               | IVECO Noge Touring                        | 12m. piso alto                | 2008                   | Activa | Líneas Interurbanas, Larga distancia                            |
| 3600      | 13*              | Man 18310 Vanhool T 915 CL                | 12m. piso alto                | 2006-2007              | Activa | Líneas Interurbanas                                             |
| 4150      | 16*              | Scania Castrosua Magnus 2                 | 11m. piso alto                | 2009                   | Activa | Líneas comarcales red sur, comarcales La Laguna                 |
| 4300      | 3*               | Scania Castrosua Magnus 1                 | 11m. piso alto                | 2003                   | Activa | Interurbano Santa Cruz                                          |
| 4751      | 1                | Scania Hispano Hábit                      | 10,5m. piso bajo              | 2007                   | Activa | Urbanos La Orotava                                              |
| 4800      | 2                | MAN Castrosua CS40 city                   | 12m. piso bajo 2 puertas      | 2000, 2003             | Activa | Interurbano Santa Cruz                                          |
| 4900      | 4                | Scania Castrosua CS40 City                | 12m. piso bajo 3 puertas      | 2000, 2001             | Activa | Interurbano Santa Cruz                                          |
| 4950      | 28               | MAN Castrosua CS40 City                   | 12m. piso bajo 3 puertas      | 2003                   | Activa | Interurbano Santa Cruz                                          |
| 5150      | 9                | VanHool New A330                          | 12m. piso bajo                | 2006                   | Activa | Líneas Urbanas Santa Cruz                                       |
| 5200      | 12               | Heuliez GX137                             | 9,5m. piso bajo               | 2018, 2019,2020        | Activa | Red Norte, Líneas Urbanas Puerto de La Cruz y Santa Cruz.       |
| 5250      | 39*              | VanHool A308, New A308                    | 9,5m. piso bajo               | 1999, 2003,2005, 2008  | Activa | Líneas Urbanas La Laguna y Santa Cruz                           |
| 5504-5550 | 46*              | IVECO Unvi Abraio y compa                 | Microbus piso alto            | 2007, 2008, 2010, 2011 | Activa | Comarcales, Urbanas Santa Cruz, Urbanas La Laguna               |
| 5550-5551 | 2                | Mercedes Benz Sprinter                    | Microbus piso alto            | 2019                   | Activa | Comarcales                                                      |
| 5553-5556 | 4                | Mercedes Benz Sprinter                    | Microbus piso bajo            | 2021                   | Activa | Urbanas Santa cruz                                              |
| 5560-77   | 18               | Iveco daily                               | Microbus                      | 2025                   | Activa | Comarcales                                                      |
| 5600      | 32*              | MAN Castrosua Magnus 1 y 2                | 13m. low entry                | 2003,2005, 2006, 2007  | Activa | Líneas Metropolitanas y Aeroexpress (línea 40)                  |
| 5800      | 2                | MAN Castrosua City versus                 | 18m. articulado piso bajo     | 2007                   | Activa | Líneas Urbanas Santa Cruz                                       |
| 5900      | 24               | VOLVO B7R Castrosua Magnus 2              | 13m. low entry                | 2011                   | Activa | Red metropolitana                                               |
| 7400      | 1*               | IVECO Magnus 1                            | 11m. piso alto                | 2007                   | Activa | Urbano Santa Cruz (manual montaña)                              |
| 7850      | 36*              | Scania Castrosua Magnus 1 y 2             | 15m. piso alto                | 2006, 2007, 2008, 2010 | Activa | Larga distancia                                                 |
| 7900      | 53*              | Scania Castrosua Magnus 1                 | 13m. piso alto                | 2002, 2003, 2004, 2006 | Activa | Red norte, red sur                                              |
| 8100      | 5*               | Mercedes-Benz Indcar Next L7              | Microbús piso alto            | 2019                   | Activa | Comarcales Valle Güímar, Comarcales La Laguna                   |
| 8200      | 5*               | Mercedes-Benz Castrosua Magnus E          | 12m. low entry                | 2019                   | Activa | Red Metropolitana, Interurbana                                  |
| 8400      | 16*              | Mercedes-Benz Castrosua Magnus E          | 13m. piso alto                | 2019                   | Activa | Interurbanos Red Sur, Red Norte                                 |
| 8500      | 10*              | Mercedes-Benz Castrosua Magnus E          | 11m. piso alto                | 2019                   | Activa | Interurbanos y comarcales Red Norte                             |
| 8600      | 1*               | Mercedes-Benz Castrosua Stellae           | 13m. piso alto                | 2019                   | Activa | Larga Distancia                                                 |
| 8700      | 10*              | Mercedes-Benz Castrosua Stellae           | 15m. piso alto                | 2019                   | Activa | Larga Distancia                                                 |
| 8800      | 3*               | Mercedes-Benz Castrosua Magnus E          | 11m. low entry                | 2019                   | Activa | Red Sur                                                         |
| 8900      | 12*              | Mercedes-Benz Castrosua Magnus E          | 13m. low entry                | 2019                   | Activa | Metropolitanas                                                  |
| 9200-9207 | 8                | MAN Castrosua Magnus E                    | 12m. low entry                | 2019,2020              | Activa | Metropolitanas, Interurbanas, Urbanas de Santa Cruz             |
| 9250-9259 | 10               | MAN Castrosua New City                    | 12m. piso bajo                | 2020                   | Activa | Líneas Urbanas de Santa Cruz                                    |
| 9350-9351 | 2                | MAN Castrosua New City                    | 18m. articulado piso bajo     | 2020                   | Activa | Líneas Urbanas de Santa Cruz                                    |
| 9400-9410 | 11               | MAN Castrosua Magnus E                    | 13m. piso alto                | 2019                   | Activa | Interurbanas, red Norte y red Sur                               |
| 9500-9506 | 7                | MAN Castrosua Magnus E                    | 11m. piso alto                | 2019                   | Activa | Metropolitanas                                                  |
| 9600-9601 | 2                | Irizar I6                                 | 13m. piso alto                | 2023                   | Activa | Largo recorrido, red Sur                                        |
| 9700-9712 | 13               | MAN Castrosua Magnus E                    | 15m. piso alto                | 2019, 2023             | Activa | Larga distancia, interurbanas, red Sur                          |
| 9800-9802 | 3                | MAN Castrosua Magnus E                    | 11m. low entry                | 2019                   | Activa | Red sur                                                         |
| 9900-9915 | 16               | MAN Castrosua Magnus E                    | 13m. low entry                | 2019                   | Activa | Metropolitanas                                                  |

### Futura flota

#### Interurbano
| Tipología               | Longitud (metros) | Año de Entrega | Unidades | Preciu ud. | Comprador           | Adjudicatario     |  |
| ----------------------- | ----------------- | -------------- | -------- | ---------- | ------------------- | ----------------- |  |
| Interurbano             | 13                | 2026           | 3        | 345.000€   | Cabildo de Tenerife | Scania Hispania   |  |
| Largo Recorrido         | 13                | 2026           | 3        | 345.000€   | Cabildo de Tenerife | Scania Hispania   |  |
| Interurbano             | 15                | 2026           | 18       | 373.000€   | Cabildo de Tenerife | Scania Hispania   |  |
| Largo Recorrido         | 15                | 2026           | 8        | 373.000€   | Cabildo de Tenerife | Scania Hispania   |  |
| Suburbano               | 11                | 2026           | 5        | 320.900 €  | Cabildo de Tenerife | IVECO España S.L. |  |
| Suburbano eléctrico     | 13                | 2026           | 8        | 524.900    | Cabildo de Tenerife | Scania Hispania   |  |
| Suburbano               | 15                | 2026           | 9        | 338.500    | Cabildo de Tenerife | IVECO España S.L. |  |
| Suburbano (Aeroexpress) | 15                | 2026           | 3        | 362.900    | Cabildo de Tenerife | Scania Hispania   |  |
| Doble Piso              | 15                | 2026           | 13       | 502.000    | Cabildo de Tenerife | WARSA (VDL)       |  |